# Philippe Pivin
Philippe C. Pivin (Berchem-Sainte-Agathe, 4 août 1954) est un homme politique belge bruxellois, membre du Mouvement réformateur (MR). 
Il est le fils de Jacques Pivin, ancien député-bourgmestre libéral de Koekelberg.  
Après des études secondaires à l’Athénée Royal de Koekelberg, il est licencié en droit et en criminologie de l’Université Libre de Bruxelles (ULB) et s’inscrit, en septembre 1978, au Barreau de Bruxelles.  
Il devient président du CPAS de Koekelberg en janvier 1995. Élu bourgmestre de la Commune de Koekelberg en octobre 2000, les Koekelbergeois l’ont réélu en 2006 et en 2012.  
Il est élu député au Parlement régional bruxellois en juin 2004. En 2014, il est élu député au Parlement fédéral. Après les élections communales du 14 octobre 2018,il perd son mayorat au profit d'Ahmed Laaouej (PS) et il est renvoyé dans l'opposition. En 2019, il est réélu député fédéral. Depuis janvier 2020, il est à la Chambre des représentants, vice-président de la Commission de la Justice et membre effectif de la Commission de l'Intérieur. 

## Carrière politique
- Président du PRL de Koekelberg en janvier 1994.
- Président du CPAS de Koekelberg de janvier 1995 à décembre 2000.
- Bourgmestre de Koekelberg depuis janvier 2001 (814 voix de préférence en octobre 2000 puis 2460 voix en 2006, soit le 2e taux de pénétration bruxellois, et 2819 voix en octobre 2012, soit à nouveau le 2e meilleur taux de pénétration bruxellois)
- Député régional bruxellois depuis juin 2004 (2761 voix de préférence en juin 2004, 4070 voix en juin 2009)
- Président de l’Intergroupe Parlementaire du Mouvement réformateur (MR) depuis octobre 2013.
- Pour les élections législatives de mai 2014, il est 3e candidat sur la liste Mouvement réformateur (MR) à la Chambre pour la circonscription de Bruxelles-Capitale et il est élu.

## Récompense
Dans le cadre de sa fonction de président du CPAS, Philippe Pivin est élu « Bruxellois de l’année » par les lecteurs du journal Vlan en 2000 (Catégorie « Social ») pour la création de la halte-garderie à Koekelberg.
Une maison de repos porte son nom dans la commune.

## Décoration
- Officier de l'ordre de Léopold (2024)[2]